# Hotovlja
Hotovlja je naselje v Občini Gorenja vas - Poljane.